# Dorota Idzi

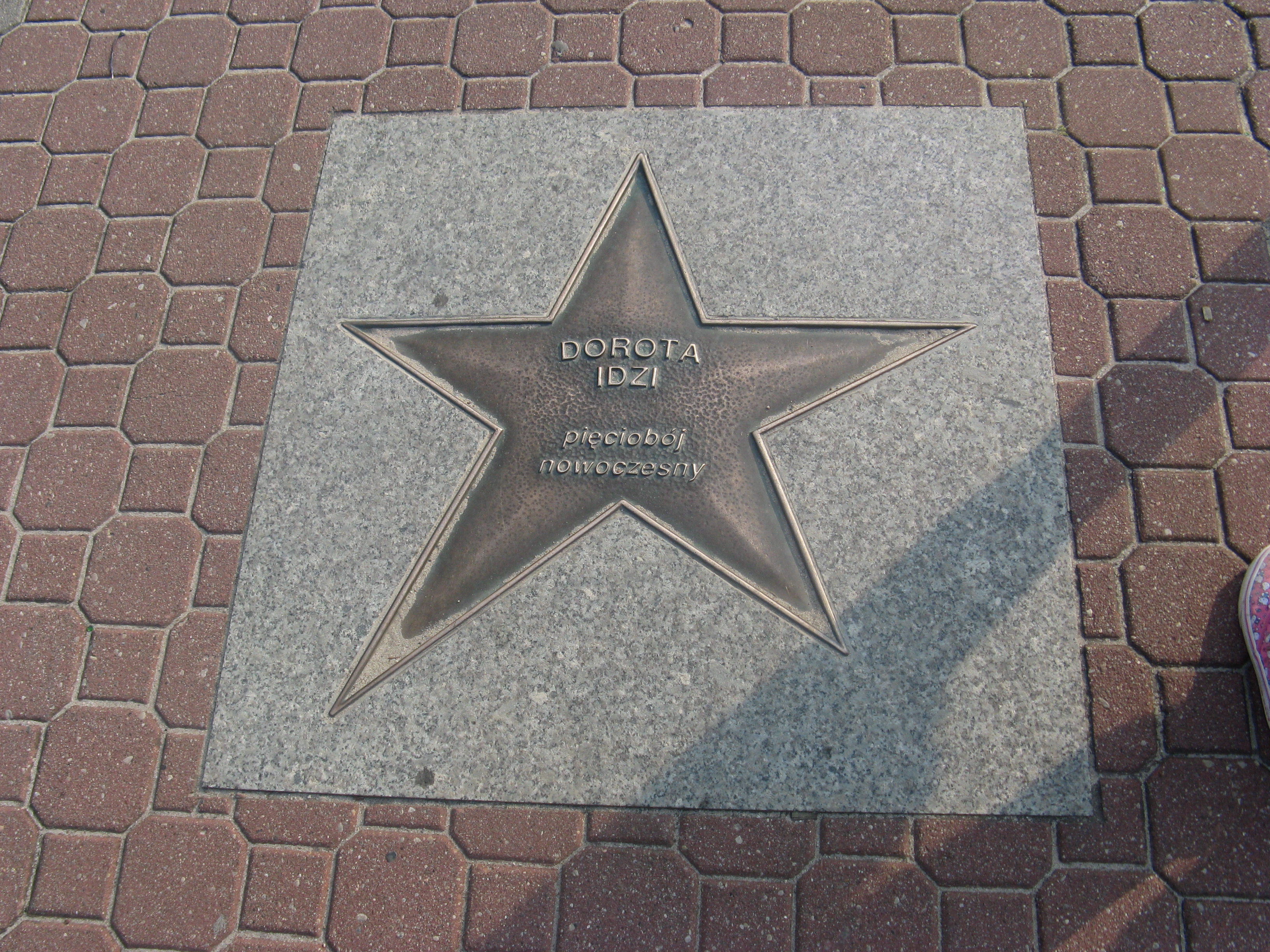
Gwiazda w alei Gwiazd Sportu we Władysławowie

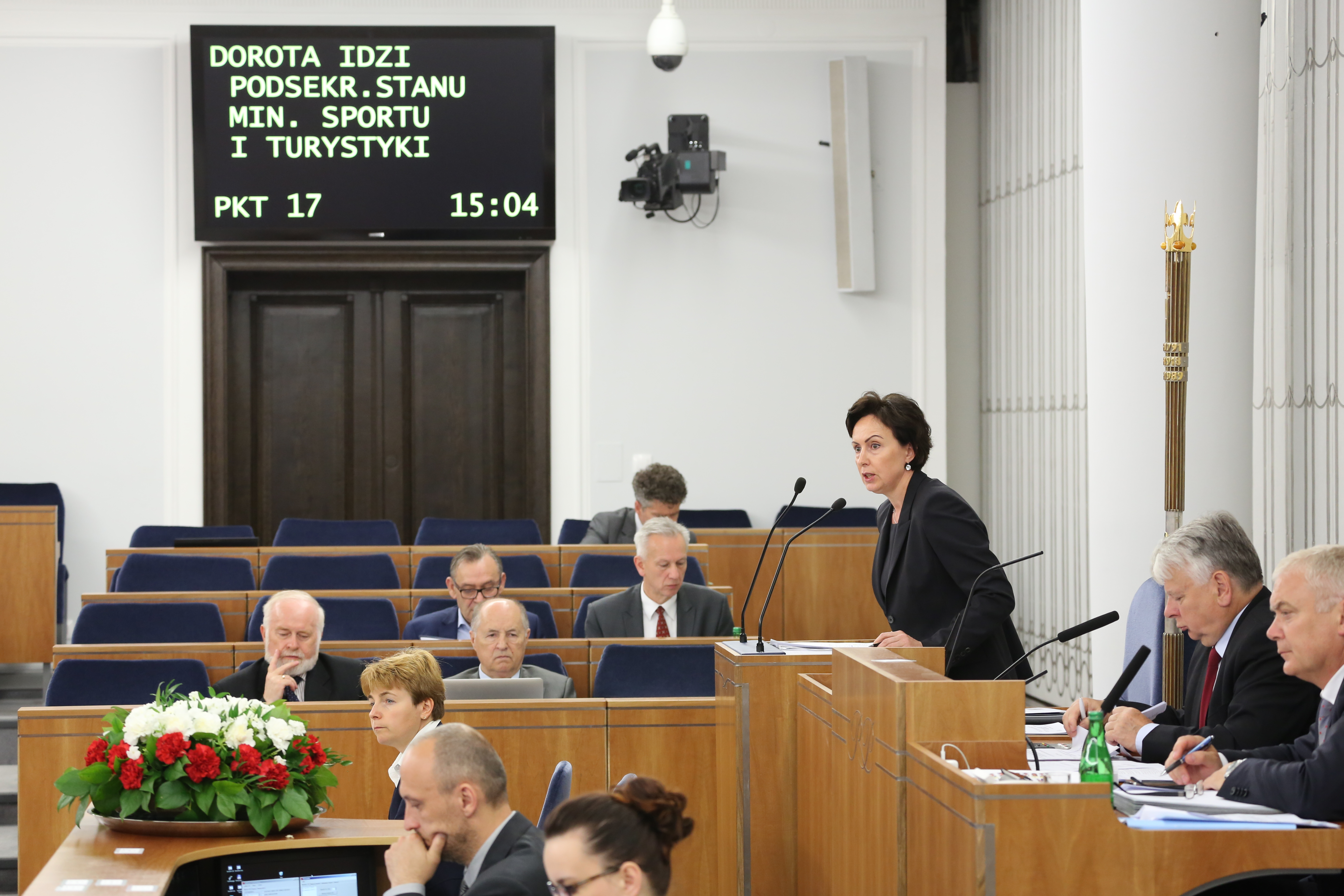
Dorota Idzi podczas 78. posiedzenia Senatu (2015)

Dorota Stanisława Idzi z domu Nowak (ur. 8 maja 1966 w Ścinawce Średniej) – polska pięcioboistka, multimedalistka mistrzostw świata i Europy, uczestniczka igrzysk olimpijskich, w latach 2014–2015 podsekretarz stanu w Ministerstwie Sportu i Turystyki.

## Życiorys
Absolwentka wychowania fizycznego w Zamiejscowym Wydziale Wychowania Fizycznego w Białej Podlaskiej. Uzyskała uprawnienia trenerskie na AWF w Poznaniu. Odbyła podyplomowe studium PR na Uniwersytecie Warszawskim, ukończyła także program Executive Masters in Sport Organisation Management organizowany przez Międzynarodowy Komitet Olimpijski.
Początkowo trenowała pływanie w Szkole Mistrzostwa Sportowego w Krakowie, następnie pięciobój nowoczesny jako zawodniczka Lumelu Drzonków (1984–1988) i Legii Warszawa (1988–2001). Jest 24-krotną medalistką mistrzostw świata (w tym indywidualną mistrzynią z 1988) i 12-krotną medalistką mistrzostw Europy (w tym indywidualną mistrzynią z 1989). W 2000 uczestniczyła w Igrzyskach Olimpijskich w Sydney. Pięciokrotnie zdobyła mistrzostwo Polski (1988, 1989, 1993, 1995, 2000), wywalczyła także podczas MP 3 medale srebrne i 5 medali brązowych.
Po zakończeniu kariery sportowej była dyrektorem ds. sportu i rzecznikiem prasowym spółek prawa handlowego. Jako dziennikarka Telewizji Polskiej prowadziła program Sportowy Tydzień. W 2009 podjęła własną działalność gospodarczą w zakresie usług doradczych. Była współzałożycielką Krajowej Izby Sportu. Od 2010 do 2013 pełniła funkcję zastępcy dyrektora departamentu komunikacji korporacyjnej w PGE Polskiej Grupie Energetycznej. W 2002 została prezesem Polskiego Stowarzyszenia Sportu Kobiet. W latach 2005–2009 zajmowała stanowisko wiceprezesa Polskiego Komitetu Olimpijskiego, pozostała następnie w zarządzie PKOl. 19 grudnia 2014 została powołana na stanowisko podsekretarza stanu w Ministerstwie Sportu i Turystyki. Pełniła tę funkcję do listopada 2015.
W 1985 otrzymała Złoty Medal za Wybitne Osiągnięcia Sportowe. Odznaczona Złotym Krzyżem Zasługi (1995) oraz Krzyżem Kawalerskim Orderu Odrodzenia Polski (2001). Sześciokrotnie wybierana do dziesiątki najlepszych sportowców w Plebiscycie „Przeglądu Sportowego”, laureatka Wiktora (1995).
Jej mężem jest Jarosław Idzi, dziennikarz i były pięcioboista; ma syna Piotra.

## Osiągnięcia sportowe
Igrzyska olimpijskie
- Sydney 2000 – 16. miejsce[4]

Mistrzostwa świata
- 1985: Montreal – 1. miejsce (druż.)
- 1987: Bensheim – 3. miejsce (druż.)
- 1988: Warszawa – 1. miejsce (ind. i druż.)
- 1989: Wiener Neustadt – 1. miejsce (druż.)
- 1990: Linköping – 1. miejsce (druż.), 3. miejsce (ind.)
- 1991: Sydney – 1. miejsce (druż. i sztaf.)
- 1992: Budapeszt – 1. miejsce (druż. i sztaf.) i 3. miejsce (ind.)
- 1993: Darmstadt – 3. miejsce (ind.)
- 1994: Sheffield – 1. miejsce (sztaf.), 2. miejsce (druż.)
- 1995: Bazylea – 1. miejsce (druż. i sztaf.), 3. miejsce (ind.)
- 1996: Rzym – 1. miejsce (sztaf.), 2. miejsce (ind. i druż.)
- 1998: Meksyk – 1. miejsce (druż. i sztaf.)
- 2000: Pesaro – 1. miejsce (druż.)

Mistrzostwa Europy
- 1989: Modena – 1. miejsce (ind., druż. i sztaf.)
- 1991: Sofia – 2. miejsce (ind.), 3. miejsce (druż.)
- 1993: Győr – 1. miejsce (sztaf.)
- 1995: Berlin – 1. miejsce (druż.), 2. miejsce (ind. i sztaf.)
- 1998: Warszawa – 2. miejsce (druż.)
- 1999: Tampere – 1. miejsce (sztaf.), 3. miejsce (druż.)

Puchar świata
- 1990 – 3. miejsce
- 1991 – 3. miejsce
- 1992 – 1. miejsce
- 1994 – 2. miejsce
- 1995 – 3. miejsce
- 1999 – 1. miejsce